# Breuches
Breuches é uma comuna francesa na região administrativa de Borgonha-Franco-Condado, no departamento de Alto Sona. Estende-se por uma área de 9,12 km². Em 2010 a comuna tinha 679 habitantes (densidade: 74,5 hab./km²).